# BRIGHT STREAM
《BRIGHT STREAM》은 미즈키 나나의 28집 싱글이다. 2012년 8월 1일에 정식 발매되었다.

## 수록곡
1. BRIGHT STREAM [04:11]
작사：미즈키 나나、작곡：요시키 에리코、편곡：후지마 히토시（Elements Garden）
  - 극장판 마법소녀 리리컬 나노하 THE MOVIE 2nd A's 주제가
2. FEARLESS HERO [04:16]
작사：후지바야시 쇼코、작곡：나라 유키、편곡：후지타 쥰페이（Elements Garden）
  - TV 애니메이션 DOG DAYS 2기 오프닝 테마
3. Sacred Force [03:07]
작사：Hibiki、작곡：시호리、편곡：후지마 히토시（Elements Garden）
  - 극장판 마법소녀 리리컬 나노하 THE MOVIE 2nd A's 삽입곡